# Norte (Costa de Marfil)
Norte fue uno de los cuatro departamentos originales de Costa de Marfil. Fue establecido en 1961, junto con los departamentos del Centro, el del Sur, y del Oeste. Durante la existencia del Norte, los departamentos eran las subdivisiones administrativas de primer nivel de Costa de Marfil.
Utilizando los límites actuales como referencia, el territorio del departamento del Norte estaba compuesto por las regiones de Denguélé, Savanes y Woroba.
En 1969, el Norte y los otros cinco departamentos existentes del país fueron suprimidos y reemplazados por 24 nuevos departamentos. El territorio del Norte se convirtió en los nuevos departamentos de Boundiali, Ferkessédougou, Korhogo, Odienné, Séguéla, y Touba.